# Wehrsekret
Ein Wehrsekret ist ein von Tieren oder Pflanzen abgegebener flüssiger Stoff, der zum Zwecke der Abwehr artfremder Feinde eingesetzt wird und diese direkt schädigt oder behindert. Stoffe, die als Signale zum Fernhalten dienen, werden als Allomone bezeichnet. Ein Allomon, das nicht direkt schädigt oder behindert, also beispielsweise nur unangenehm riecht, ist kein Wehrsekret. Andererseits können Wehrsekrete zusätzlich als Allomone wirken, wenn sie von den potenziellen Feinden schon auf große Entfernung wahrgenommen werden können.
Wehrsekrete können beispielsweise giftig, ätzend, reizend oder klebrig sein. Einige dieser Sekrete wirken gar direkt auf die Schmerzrezeptoren von Wirbeltieren. Die Abgabe kann außer über spezielle Drüsen auch durch Reflexbluten, wie bei den Ölkäfern, oder durch Explosionen, wie bei den Bombardierkäfern, erfolgen, bei Speikobras über einen Kanal ihrer Giftzähne.
Beispiel unter den Säugetieren mit reizendem und unangenehm riechendem Wehrsekret sind die Stinktiere.

## Quelle
- Rolf Gattermann (Hrsg.): Wörterbuch zur Verhaltensbiologie der Tiere und des Menschen. Elsevier, 2006 (2. Auflage), ISBN 3-8274-1703-1